# Dreams (2025)
Dreams is een Amerikaans-Mexicaanse film uit 2025, geregisseerd door Michel Franco. De hoofdrollen worden vertolkt door Jessica Chastain en Isaac Hernández.

## Verhaal
Fernando is een jonge balletdanser uit Mexico, die droomt van een internationale carrière in de VS. In de overtuiging dat zijn geliefde Jennifer, een socialite en filantrope, hem zal steunen, laat hij alles achter en steekt op gevaar voor zijn leven de grens over. Zijn komst verstoort echter Jennifers zorgvuldig samengestelde wereld en ze zal er alles aan doen om hun toekomst en het leven dat ze voor zichzelf heeft opgebouwd te beschermen.

## Rolverdeling
| Acteur             | Personage          |
| ------------------ | ------------------ |
| Jessica Chastain   | Jennifer McCarthy  |
| Isaac Hernández    | Fernando Rodríguez |
| Rupert Friend      | Jake McCarthy      |
| Marshall Bell      | Michael McCarthy   |
| Eligio Meléndez    | Fernando's vader   |
| Mercedes Hernández | Fernando's moeder  |

## Productie
In september 2023 werd aangekondigd dat de film in postproductie was nadat de filmopnames in San Francisco waren afgerond. Er werd ook gefilmd in Mexico-Stad. De filmmakers kregen een ontheffing van SAG-AFTRA, waardoor de filmopnames konden doorgaan tijdens de SAG-AFTRA-staking van 2023. In juli 2024 werd aangekondigd dat de internationale rechten op de film waren verkocht aan The Match Factory.

## Release
Dreams ging op 15 februari 2025 in première op het Internationaal filmfestival van Berlijn in de competitie voor de Gouden Beer.

## Prijzen en nominaties
De belangrijkste:
| Jaar | Prijs                                   | Categorie   | Genomineerde(n) | Uitslag     |
| ---- | --------------------------------------- | ----------- | --------------- | ----------- |
| 2025 | Internationaal filmfestival van Berlijn | Gouden Beer | Michel Franco   | Genomineerd |